# Antônio Fontinele de Melo
Antônio Fontinele de Melo (Camocim, 9 de maio de 1968) é um prelado da Igreja Católica e filósofo brasileiro, Bispo de Humaitá.

## Vida
Antônio Fontinele de Melo estudou Filosofia e Teologia Católica dentre os anos de 1992 e 1998 no Seminário São João XXIII em Porto Velho. Formou-se em Filosofia pela Universidade Católica de Brasília e em Teologia Católica pelo Centro Superior de Juiz de Fora, no interior de Minas Gerais. Fontinele de Melo também se especializou em pedagogia e exegese bíblica. Ele foi ordenado diácono em 21 de novembro de 1998 e recebeu em 18 de setembro de 1999, o sacramento da Ordem na Arquidiocese de Porto Velho.
Após a ordenação como padre, tornou-se pastor da freguesia de São Cristóvão. Além disso, ele trabalhou entre 1999 e 2005 como reitor do Seminário Menor Dom Helder Câmara e entre 2005 e 2010, como coordenador de pastoral cuidado na Arquidiocese de Porto Velho. Além disso, Fontinele de Melo foi o Presidente dos Presbíteros da Regional Noroeste da Conferência Nacional dos Bispos do Brasil (CNBB).
A partir de 2016, Antônio Fontinele de Melo lecionou no Seminário São João XXIII de Porto Velho e no Centro Universitário Claretiano e na Faculdade de Ciências Humanas, Exatas e Letras de Rondônia (FARO). Foi também pároco da Catedral do Sagrado Coração de Jesus em Porto Velho e ecônomo da Arquidiocese de Porto Velho.
Em 12 de agosto de 2020, o Papa Francisco o nomeou Bispo de Humaitá. Foi consagrado em 17 de outubro, na Catedral de Humaitá, pelo bispo Franz Josef Meinrad Merkel, C.S.Sp., seu antecessor, coadjuvado por Roque Paloschi, arcebispo de Porto Velho e por Esmeraldo Barreto de Farias, bispo-auxiliar de São Luís do Maranhão.